# 沃内塔·弗劳尔斯
沃内塔·弗劳尔斯（英語：Vonetta Flowers，1973年10月29日—），美国女子雪车运动员。她曾代表美国参加2002年和2006年冬季奥林匹克运动会雪车比赛，其中2002年冬季奥运会获得一枚金牌。